# Tabaré Silva
Tabaré Abayubá Silva (Mercedes, Uruguay, 30 de agosto de 1974) es un exfutbolista uruguayo. Jugó en numerosos equipos de su país y de España.

## Trayectoria

### Como jugador
Comenzó jugando profesionalmente en Defensor Sporting de Montevideo desde el 1992 hasta el 1998. En 1994 y 1995 fue convocado a jugar con la selección uruguaya una serie de amistosos y más adelante la Copa América 1995 en la que salió campeón y participó en 5 de los 6 partidos que jugó Uruguay. En los años sucesivos disputó la Copa América 1997 y las eliminatorias para Francia 1998 y Corea Japón 2002. En el 1998 comienza su carrera en España defendiendo por tres años al Sevilla FC, también participa una temporada en el Levante UD y otra en el Elche CF. Ya en el 2004 regresa a su país para vestir las camisetas de distintos equipos: River Plate, Rampla Juniors, Villa Española y Sud América en dos oportunidades. Precisamente este último club fue el de su retiro como jugador en el 2009, luego de lo cual asumió inmediatamente como entrenador del equipo naranjita en el que jugaba hasta entonces.

### Como entrenador
A continuación dirigió El Tanque Sisley y Defensor Sporting en Uruguay, después dirigió al Oriente Petrolero de Bolivia.
En la temporada 2015 dirige a Deportivo Quito de Ecuador, teniendo una gran campaña, pero se desvincula del equipo por los problemas económicos que atraviesa el club.
A mediados de 2015 dirige a Real Garcilaso de Perú, logrando clasificar a un torneo internacional ubicándose en el cuarto lugar del campeonato peruano. 
Para el año 2016 asume la dirección de SD Aucas, tras la destitución de Carlos Ischia, club que abandona tras poner su cargo a disposición del club al caer derrotado ante el Mushuc Runa.
En el 2018 vuelve a su segunda etapa dirigiendo al Real Garcilaso de la Primera División del Perú. Debutó con derrota por 3-0 ante el Deportivo Municipal por la fecha 9 del Totneo de Verano.
En junio de 2019 pasa a entrenar al Deportivo Cuenca tras la destitución de Luis Gustavo Soler.
El 5 de noviembre es presentado como técnico interino en el Barcelona Sporting Club con el objetivo de disputar la fase de playoffs del campeonato Liga Pro, Tabaré debe regresar a Deportivo Cuenca en enero de 2020 en vista de que mantiene un contrato vigente con el club.

## Clubes

### Como futbolista
| Club              | País    | Año       |
| ----------------- | ------- | --------- |
| Defensor Sporting | Uruguay | 1992-1998 |
| Sevilla F. C.     | España  | 1998-2001 |
| Levante U. D.     | España  | 2001-2002 |
| Elche C. F.       | España  | 2002-2003 |
| Central Español   | Uruguay | 2004      |
| River Plate       | Uruguay | 2005-2006 |
| Rampla Juniors    | Uruguay | 2007      |
| Sud América       | Uruguay | 2007-2008 |
| Villa Española    | Uruguay | 2008      |
| Sud América       | Uruguay | 2009      |

### Como entrenador
| Club              | País    | Año       | PJ  | PG | PE | PP | Efectividad |
| ----------------- | ------- | --------- | --- | -- | -- | -- | ----------- |
| Sud América       | Uruguay | 2009      | 9   | 3  | 2  | 4  | 40.74%      |
| Tanque Sisley     | Uruguay | 2010-2011 | 18  | 8  | 4  | 6  | 51.85%      |
| Defensor Sporting | Uruguay | 2012-2013 | 45  | 22 | 12 | 11 | 57.78%      |
| Oriente Petrolero | Bolivia | 2014      | 2   | 1  | 0  | 1  | 50%         |
| Deportivo Quito   | Ecuador | 2014-2015 | 19  | 6  | 7  | 6  | 43.86%      |
| Real Garcilaso    | Perú    | 2015      | 23  | 10 | 6  | 7  | 52.18%      |
| S.D. Aucas        | Ecuador | 2016      | 14  | 2  | 3  | 9  | 21.43%      |
| Real Garcilaso    | Perú    | 2018      | 31  | 11 | 9  | 11 | 45.16%      |
| Deportivo Cuenca  | Ecuador | 2019      | 16  | 7  | 4  | 5  | 52.08%      |
| Barcelona S.C.    | Ecuador | 2019      | 3   | 0  | 2  | 1  | 22.22%      |
| Deportivo Cuenca  | Ecuador | 2020      | 14  | 1  | 5  | 8  | 19.04%      |
| Carlos Stein      | Perú    | 2022      | 11  | 2  | 3  | 6  | 27.27%      |
| Total             | Total   | Total     | 205 | 73 | 57 | 75 | 44.88%      |

## Palmarés

### Como jugador

#### Campeonatos nacionales
| Título           | Club              | País    | Año     |
| ---------------- | ----------------- | ------- | ------- |
| Apertura         | Defensor Sporting | Uruguay | 1994    |
| Liguilla         | Defensor Sporting | Uruguay | 1995    |
| Clausura         | Defensor Sporting | Uruguay | 1997    |
| Segunda División | Sevilla FC        | España  | 2000-01 |

#### Copas internacionales
| Título       | Club                           | País    | Año  |
| ------------ | ------------------------------ | ------- | ---- |
| Copa América | Selección de fútbol de Uruguay | Uruguay | 1995 |

### Como entrenador

#### Campeonatos nacionales
| Título          | Club              | País    | Año  |
| --------------- | ----------------- | ------- | ---- |
| Torneo Clausura | Defensor Sporting | Uruguay | 2013 |